# 心叶小檗
心叶小檗（学名：Berberis retusa）为小檗科小檗属下的一个种。

## 扩展阅读
- 維基物種上的相關：心叶小檗